# سوخور شهباز شیری
سوخور شهبازشیری، روستایی از توابع بخش گواور شهرستان گیلانغرب در استان کرمانشاه ایران است.

## جمعیت
این روستا در دهستان حیدریه قرار دارد و براساس سرشماری مرکز آمار ایران در سال ۱۳۸۵، جمعیت آن ۴۰۰ نفر (۸۱خانوار) بوده‌است.